# Yesenia (historieta)
Yesenia (conocida también como Zorina o Cruz Gitana) es una historieta romántica mexicana escrita por Yolanda Vargas Dulché. Fue publicada por primera vez con el título de Zorina en 1942 en las páginas de la revista Pepín, de Editorial Juventud, en un episodio del cuento Don Proverbio, y después, en 1957, fue publicada en esa misma revista con el título de Cruz Gitana. Finalmente fue publicada como Yesenia, dividida en dos partes, en 1965 y 1980, en la revista Lágrimas, risas y amor, de Editorial Argumentos (EDAR).  Narra la vida de una joven aristócrata criada por una tribu de gitanos y su posterior romance con un militar y su reencuentro con su verdadera familia.
La primera versión, Zorina, gozó de tal popularidad que el cineasta mexicano Juan José Ortega dirigió la versión cinematográfica protagonizada por la actriz brasileña Leonora Amar.
La historia fue relanzada como Yesenia en 1965 y posteriormente en 1980, gozando de una popularidad aún mayor. En 1970, la cadena de televisión mexicana Televisa adaptó la historieta como una telenovela del mismo nombre, producida por Valentín Pimstein y protagonizada por la actriz mexicana Fanny Cano. Un año después, el cineasta Alfredo B. crevenna, dirigió una versión cinematográfica protagonizada por la actriz mexicana Jacqueline Andere.
En 1987, Televisa realizó una segunda versión en televisión, producida por Irene Sabido y protagonizada por la actriz mexicana Adela Noriega.

## Sinopsis
Las variantes del argumento entre unas y otras son mínimas. Mientras Zorina y Cruz Gitana se desarrollan en Francia, Yesenia sucede en México, y en ésta, el militar cristiano que se enamora de la gitana es un partidario del presidente Benito Juárez que combate al Imperio de Maximiliano. En Zorina, la heroína lleva ese nombre, y en Cruz Gitana se llama Mayanin. 
Yesenia se enamora del militar juarista Osvaldo con quien decide casarse por el rito gitano. Ella no es gitana de raza ya que, de pequeña, fue entregada a la tribu por su abuelo Julio Bartier, quien no soportaba a la nieta con la que su hija soltera había "llenado de lodo" el nombre de su familia. Pese al disgusto del gitano Bardo (quien está enamorado de ella), Yesenia y Osvaldo se casan y se van a vivir juntos. La pareja es feliz hasta que Osvaldo tiene que partir para cumplir una misión secreta. El hombre que debe entregar una carta a Yesenia, en la que Osvaldo explica que estará de regreso en un mes, es interceptado por unos soldados del Imperio que lo matan. Osvaldo es capturado por el ejército del emperador Maximiliano de Habsburgo. Yesenia piensa que ha sido abandonada y cuando ya no tiene ni para comer, regresa con la tribu. Cuando Osvaldo es liberado piensa que Yesenia prefirió a Bardo.
Pasado un tiempo, por medio de su padrino Román, Osvaldo conoce a Luisita, una joven de la alta sociedad que padece del corazón y con la que se compromete en matrimonio, al mismo tiempo que el gitano Bardo y Yesenia hacen lo propio. Cuando los cuatro se encuentran afuera de una iglesia, Osvaldo pide a Yesenia que lea su mano y busque en ella la huella de un gran amor. La gitana le dice que ve abandono y falsedad en su mano. También lee la mano de Luisita y descubre su enfermedad, pero le oculta la verdad. Por las medallas idénticas que portan Yesenia y Luisita se dan cuenta de que son hermanas. Con el propósito de recuperar a Osvaldo, Yesenia decide quedarse una temporada en compañía de su nueva familia. La pasión se vuelve a encender entre la gitana y el militar; ella le pide que se marchen juntos, pero él decide cumplirle a la enferma. Dos días antes de la boda de Luisita y Osvaldo, Yesenia le confiesa a su madre Marisela que llegó a la casa en busca de Osvaldo, quien es su esposo según las leyes gitanas. Luisita  escucha la conversación y, al enterarse al mismo tiempo que Yesenia y Osvaldo se aman y de la enfermedad que la tiene al borde de la muerte, decide marcharse a Europa para consultar a los mejores especialistas. En una carta explica su decisión a Yesenia y le pide que se case con Osvaldo. También le deja su vestido de novia. Yesenia perdona a su abuelo, quien invita a los gitanos a la boda cristiana de su nieta y Osvaldo.

## Exposición en el Museo de Arte Popular
El sábado 24 de noviembre de 2012 se inauguró una exposición en homenaje Yolanda Vargas Dulché, Contadora de Historias, en el Museo de Arte Popular. La exposición es un homenaje a quien fuera una de las pioneras de las historietas en México, con obras como Memín Pinguín, María Isabel, Rubí,  El pecado de Oyuki y Yesenia.
La exposición se presentó el Museo de Arte Popular (MAP) en colaboración con Editorial Vid y Televisa, del 24 de noviembre de 2012 al 31 de marzo de 2013.